# François Claessens
François Claessens (Berchem, Anvers, 2 d'octubre de 1897 - Anvers, 29 de setembre de 1971) va ser un gimnasta artístic belga que va competir a començaments del segle xx.
El 1920 va prendre part en els Jocs Olímpics d'Anvers, on guanyà la medalla de plata en el concurs complet per equips del programa de gimnàstica.